# Małachowskij Bor
Małachowskij Bor (ros. Малаховский Бор) – wieś w Rosji, w rejonie tarnoskim obwodu wołogodzkiego. W 2010 r. liczyła 13 mieszkańców.